# Bonin (Manowo)
Bonin ist ein Dorf in der polnischen Woiwodschaft Westpommern. Es gehört zur Gmina Manowo (Gemeinde Manow) im Powiat Koszaliński (Kösliner Kreis).

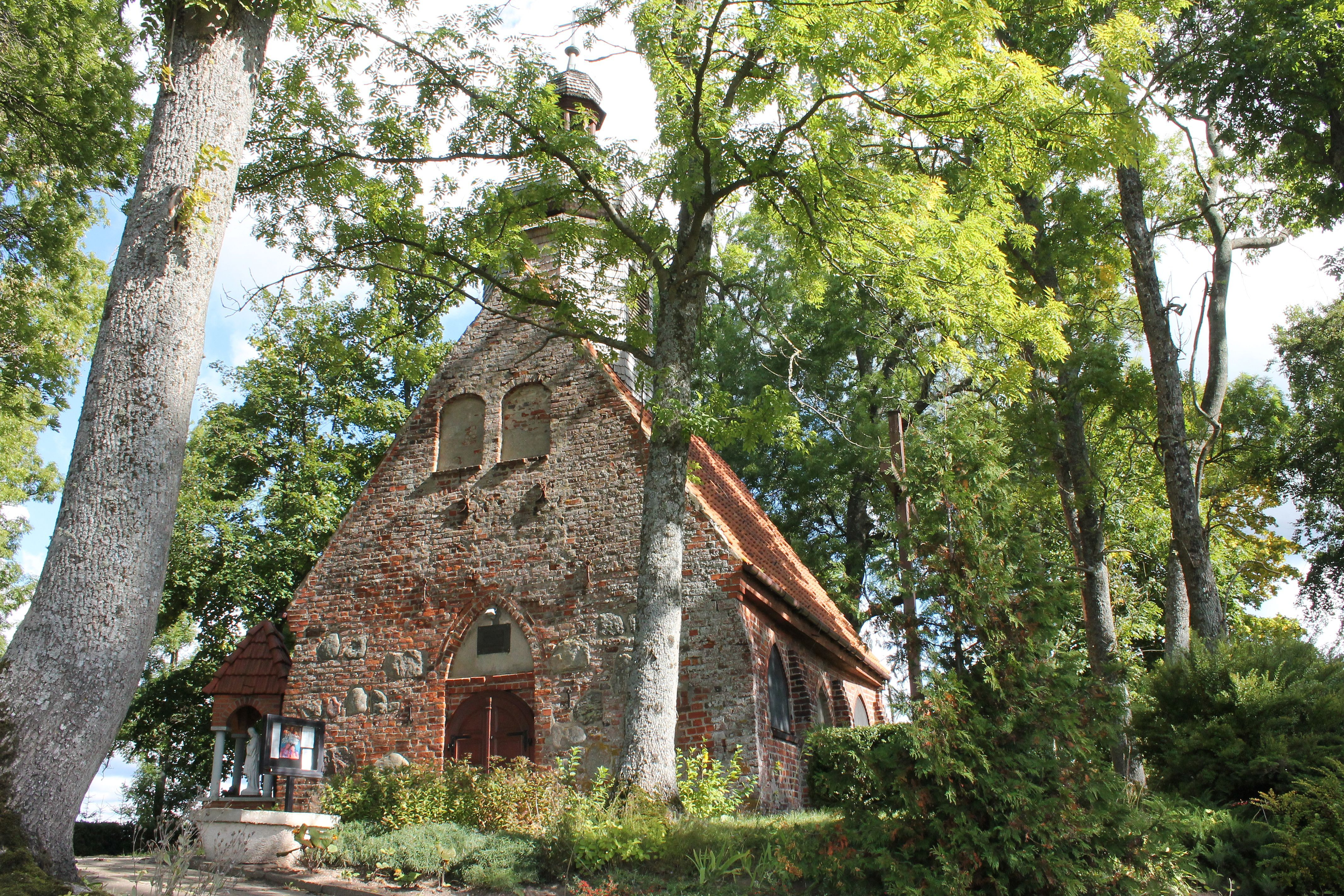
Ehemalige evangelische Kapelle in Bonin

## Geographische Lage
Bonin liegt in Hinterpommern, etwa neun Kilometer südöstlich von Köslin (Koszalin), westlich am Lüptower See. 
Bei Bonin entspringt der Kösliner Mühlenbach.

## Geschichte
Bonin war früher ein Rittergut. Es ist vermutet worden, dass bereits in älteren Zeiten die Familie Bonin hier sesshaft war. Der erste urkundlich nachweisbare Bonin in neuerer Zeit, der das Gut besaß, war Antonius von Bonin, Herzoglich Pommerscher Regierungsrat, Kolberger Domdechant und Schlosshauptmann zu Bublitz und Körlin († 1626). Nachdem sich verschiedene Familien im Besitz des Guts abgewechselt hatten, ging es in Konkurs und wurde 1768 an den Meistbietenden versteigert. Damals erwarb es der Rittmeister Johann Anton von Zamory aus der adligen Familie von Zamory. Nach dessen Tod 1783 besaßen seine fünf Söhne Bonin gemeinsam, verkauften es aber nach 1793 und vor 1799 an August Ferdinand von Glasenapp aus der adligen Familie von Glasenapp. 1847 wurde das Gut von Georg Holtz käuflich erworben. Am Ort gab es ein Schulhaus.
Bis 1945 war Bonin eine Wohnstätte in der  Landgemeinde Zewelin und gehörte mit dieser zum Landkreis Köslin der preußischen Provinz Pommern des Deutschen Reichs.
Gegen Ende des Zweiten Weltkriegs besetzte im Frühjahr 1945 die Rote Armee die Region. Bald darauf wurde Zewelin mit Bonin zusammen mit ganz Hinterpommern von der Sowjetunion der Volksrepublik Polen zur Verwaltung überlassen. Es begann nun die Zuwanderung polnischer Zivilisten im Dorf. Die Alteinwohner von Bonin wurden in der darauf folgenden Zeit von der polnischen Administration aus dem Kreisgebiet vertrieben. 
Der Ortsname von Bonin wurde nicht verändert. Heute ist Bonin Teil der Gmina Manowo (Gemeinde Manow) in der polnischen Woiwodschaft Westpommern (bis 1998 Woiwodschaft Köslin).

## Bevölkerungsentwicklung
| Jahr | Einwohner | Anmerkungen         |
| ---- | --------- | ------------------- |
| 1818 | 184       | [ 4 ]               |
| 1864 | 194       | in 32 Familien      |
| 1905 | 229       | in 33 Haushaltungen |
| 1910 | 225       | [ 5 ]               |